# Dicaeum anthonyi
Dicaeum anthonyi е вид птица от семейство Dicaeidae. Видът е почти застрашен от изчезване.

## Разпространение
Видът е разпространен във Филипините.